# FK Makedonija Ďorče Petrov
Fudbalski Klub Makedonija Ďorče Petrov (makedonsky ФК Македонија Ѓорче Петров) je severomakedonský fotbalový klub z města Skopje. Založen byl roku 1932 jako Hanrievski amaterski sportski klub. V průběhu své existence nesl též název Lokomotiva, Rudar, Industrijalec a Jugokokta. Jednou vyhrál severomakedonskou ligu (2008/09), jednou získal severomakedonský fotbalový pohár (2006, 2022, 2023). Dvakrát klub zasáhl do evropských pohárů, v Poháru UEFA 2006/07 vypadl v 1. předkole s Lokomotivem Sofia, v Lize mistrů 2009/10 ztroskotal v 2. předkole na běloruském BATE Borisov.